# Affing (zámek)
Zámek Affing je bývalý vodní hrad na Schlossplatz 1 v Affingu, asi 20 km severovýchodně od Augsburgu. Je chráněnou památkou.

## Historie
Páni z Affingu jsou poprvé zmíněni roku 1040. Panství Affing od 14. století často měnilo majitele. Roku 1682 bylo ve vlastnictví pánů von Leyden a roku 1816 ho prodal Maximilian Anton von Leyden Karlu Ernstu von Gravenreuth.
Na místě dnešního zámku původně stál hrad, který v roce 1462 za markraběte Albrechta Achilla von Brandenburg vyhořel a Wolfgang von Waldeck († 1483) ho nechal znovu postavit. Johann Baptist von Leyden nechal zámek roku 1694 přestavět. Byl zničen požárem v roce 1928 a Oswald Bieber přestavěl zámek do dnešní podoby.
Třípodlažní budova se stanovou střechou a střešním arkýřem má úzký střední rizalit. Portál zdobí vyřezávané dřevěné dveře z roku 1777. K paláci patří park s oranžérií z 19. století.